# Калиновая (Могилёвская область)
Калиновая (бел. Калінавая) (до 1964 года Требухи) — деревня в составе Полыковичского сельсовета Могилёвского района Могилёвской области Республики Беларусь.
Расположена в 8 километрах на север от Могилёва и в 7 километрах от железнодорожной платформы Полыковские Хутора на линии Могилёв — Орша. На востоке и юге от деревни проходят мелиоративные каналы, которые связаны с рекой Днепр.

## История
Упоминается в 1674 году как деревня Требухи в Оршанском повете ВКЛ. В 1777 году деревня, в 1785 году село и центр имения. Тогда состояла из 30 дворов и 195 жителей и была шляхетской собственностью, имелись мельница и деревянная церковь. Помещик имел здесь в 1876 году 741 десятину земли, мельницу и корчму. В 1897 году здесь было 38 дворов и 225 жителей, хлебозапасный магазин, школа грамоты и церковь. Рядом находилась усадьба состоящая из 2 дворов и 29 жителей, а также водяная мельница. В 1909 году в деревне Требухи 51 двор и 264 жителя. Работали винокурня, водяная мельница, корчма, церковноприходская школа (открыта в 1890 году). В усадьбе в это время 1 двор и 1 житель. После революции на базе старой школы была создана рабочая школа 1-й ступени, в которой в 1925 году обучалось 45 учеников. В 1926 году в деревне 79 дворов и 422 жителя. В 1928 году работала сыроварня. В 1930 году был организован колхоз «Красный победитель», который в 1933 году объединял 12 хозяйств. В 1936 году в начальной школе было 46 учеников и работала библиотека.
Во время Великой Отечественной войны с июля 1941 года по 28 июня 1944 года деревня была оккупирована немецкими войсками. В боях за освобождение деревни отметились командир особой разведроты старший лейтенант Константин Лисицын, разведчик Дмитрий Купцов, командир отделения старший сержант Василий Долгополов, которым присвоено звание Героев Советского Союза.
30 июля 1964 года деревня Требухи была переименована в Калиновую. В 1990 году в деревне было 114 дворов и 315 жителей, относилась к колхозу «Коминтерн» (центр в деревне Николаевка 2). Здесь размещались: производственная бригада, свиноводческая ферма и ферма крупного рогатого скота, торговый центр, начальная школа, спортивный комплекс и детский сад-ясли.
В деревне родились:
- Груденков, Андрей Степанович, советский военный врач, лауреат Сталинской премии третьей степени (1948)
- Соломоников, Иван Михайлович — стрелок, Герой Советского Союза, отметился в Советско-финскую войну. Его именем названа улица в деревне[1].